# Secretaria General del Congrés dels Diputats
La Secretaria General del Congrés dels Diputats és un òrgan del Congrés dels Diputats que es dedica a l'assistència, l'ajuda i l'assessorament jurídic, tècnic i l'administratiu dels altres òrgans de la cambra.
La seua estructura segueix els principis constitucionals d'eficència, jerarquia, descentralització, desconcentració i coordinació. S'estructura en:

## Secretari General
El secretari general és el Lletrat Major nomenat per la Mesa entre els Lletrats de les Corts Generals que dirigeix tots els serveis administratius de la cambra i té la direcció superior de les funcions d'assistència, suport i assessorament jurídic, tècnic i administratiu dels òrgans del Congrés, que realitza baix l'autoritat de la Mesa i el President. La dotació de seguretat del Congrés depèn administrativament d'ell.
Depenen d'aquest:
- Direcció de Relacions Parlamentàries i Protocol: es dedica a l'organització, preparació i gestió de les relacions parlamentàries i el Protocol del Congrés i les Corts Generals.
- Assessoria Jurídica: Té nivell de departament. Assessora en les matèries que li competeixen al Secretari General (qüetions de personal i govern interior i representació i defensa del Congrés quan procedeix).
- Departament de Premsa: assisteix i assessora la Mesa "en matèria de premsa i l'atenció de les relacions amb els mitjans de comunicació".

## Secretaria General Adjunta
Els secretaris generals adjunts substitueixen al secretari general quan el lloc està vacant o està absent o malalt.

### Secretari General Adjunt per a Assumptes Parlamentaris
S'encarrega de la direcció i coordinació dels serveis administratius de les Direccions d'Assitència Tècnico parlamentària, de Comissions i Estudis i Documentació més els serveis que el secretari general li assigne.
D'aquesta secretari depèn el Departament de Publicacions Oficials, integrat per l'Àrea de Procés Documental i l'Àrea de Gestió Tècnica de les Publicacions oficials.

### Secretari General Adjunt per a Assumptes Administratius
S'encarrega de la direcció i coordinació dels serveis administratius de les Direccions d'Assumptes Econòmics i de Govern Interior i Informàtica més els assignats pel Secretari General.